# YellowKorner
YellowKorner és una editorial francesa especialitzada en art fotogràfic. Publica fotografies artístiques en edició numerada i limitada en diferents formats. Va ser fundada el 2006 per Alexandre de Metz i Paul-Antoine Briat. La primera galeria a Espanya va obrir a Barcelona el 19 de setembre del 2011.
Les fotografies són seleccionades per un comitè artístic. La seva col·lecció es compon de fotografia històrica i contemporània. La col·lecció de la galeria YellowKorner conté obra de fotògrafs joves com: Cédric Delsaux (França), Kourtney Roy (Canadà), Lee Jeffries (Regne Unit) i Laurent Baheux (Francça) i de fotògrafs de renom: Yann Arthus-Bertrand, Slim Aarons, Man Ray, Jean Dieuzaide, Eugène Atget, Bert Stern.